# 超级亚久里SA06

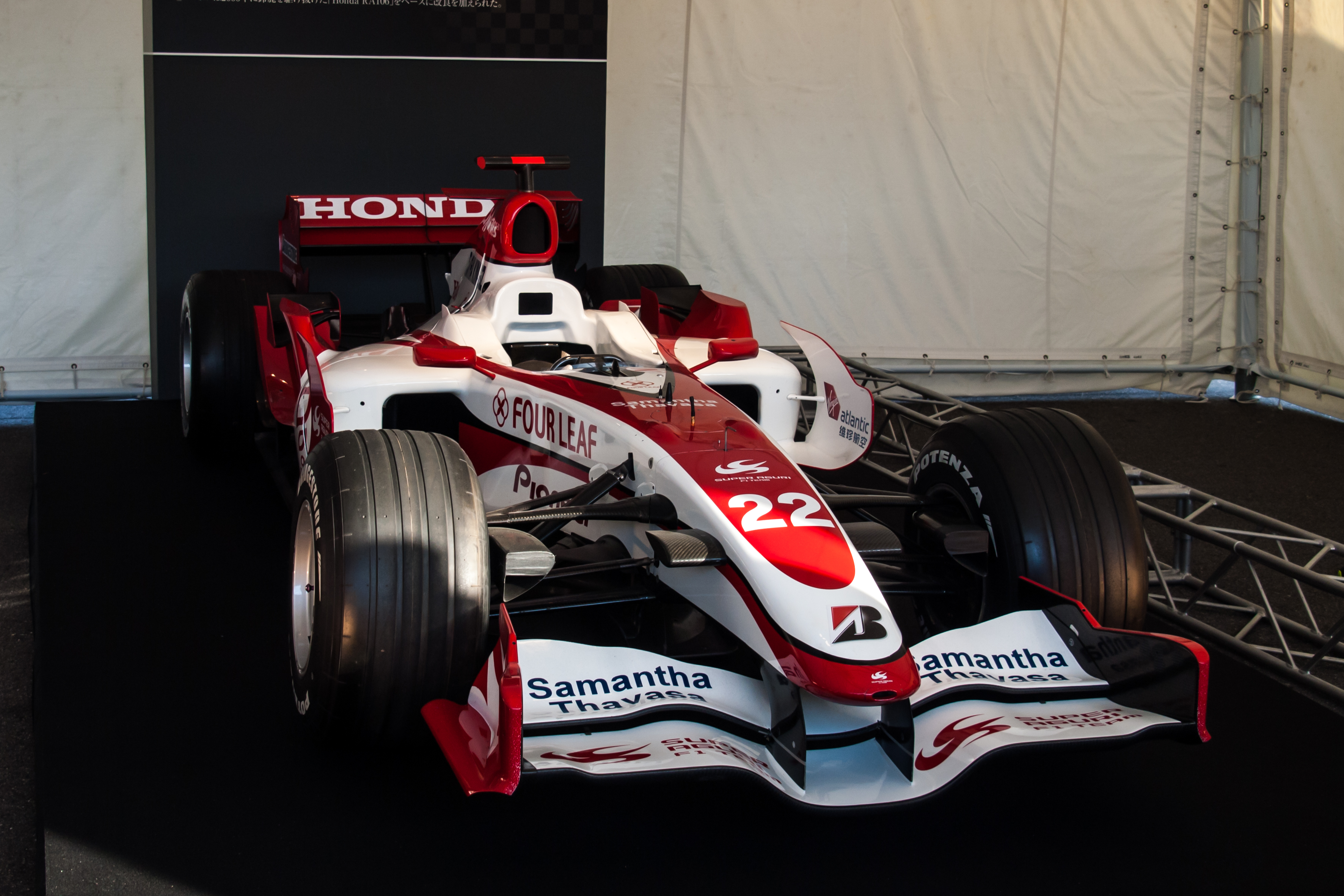
超级亚久里SA07

超级亚久里·SA06，是超级亚久里车队为2006年世界一级方程式锦标赛设计制造的方程式赛车。

## 开发
在对SA05进行改良的同时，车队宣布正在制造自行设计的新赛车SA06，并将在2006赛季中投入使用。
当时外界曾传言车队将在第4站圣马力诺大奖赛将SA06投入使用。但由于车队以使SA05符合标准的操作为优先，导致投入使用时间大幅延长。最终直到2006年6月30日，车队宣布将在德国大奖赛将新车SA06投入使用。
当时车队曾预定于法国大奖赛将新车投入使用，但最终仍然再推迟一站。主要原因是变速器的使用耗费时间，此外风洞的皮带损坏导致风洞停摆5日，最终未能赶上。
单体构造部分与SA05相同，均为飞箭车队·A23的直接留用。不过周边部分则是完全的全新制作。主要改良点有：
- 重量减轻（车队公布的数字是减轻了约20公斤）
- 重心更低
- 抓地力提升（悬挂系统更适合，前悬架实现零龙骨化）

等。不过，“前悬挂实现零龙骨化”并非完全为“零”。
7月19日，在英国的银石赛道，SA06得以公开。佐藤琢磨代表车队进行首航，跑了30圈。当时的赛车，仍然是留用了SA05配件的SA06A。
7月28日，在德国大奖赛上，新车得以投入实战。在排位赛中，赛车跑出的速度可以与原来每圈平均被抛下1.5秒的米德兰F1相匹敌，在之后的决赛中，也能够与中流车队一决高下，展示出了它的实力。

## 参数

### 底盘
- 底盘名 SA06/SA06B
- 全长 4,666mm
- 全宽 1,800mm
- 全高 950mm
- 轴距 3,100mm
- 前轮距 1,472mm
- 后轮距 1,422mm
- 离合器 Sachs
- 制动器 AP
- 刹车盘 Hitoko
- 减震器 ÖHLINS
- 轮毂 BBS
- 轮胎 普利司通
- 变速箱 7速半自动变速器/碳纤维表皮
- 安全带 TAKATA
- 油箱 ATL

### 引擎
- 引擎名 本田RA806E
- 气缸数·角度 V型8气缸·90度
- 排量 2,400cc
- 最高转速 18,500转以上
- 最大马力 700马力以上
- 火花塞 NGK
- 燃油·润滑油 新日本石油
- 点火器 本田PGM-IG
- 燃料喷射装置 本田PGM-FI

## SA06B
自土耳其大奖赛起，车队投入了改善了前部（SA06使用了与SA05相同的前悬架，但SA06B使用了零龙骨悬架）的B型改进型。同时，SA06的预备车也投入使用。
2006赛季的最终站·巴西大奖赛，成为了SA06B的最后一场比赛。第三车手弗兰克·蒙塔尼在自由练习中排名第8。在决赛中盘，佐藤琢磨的速度与第一集团相比毫不逊色，其中第41圈甚至单圈速度排名第一。最终，在这场比赛中，排名超过了劲敌米德兰F1、红牛二队与红牛车队，排名第10位到达终点，刷新赛季最佳纪录。
从结果上来看是连续两站两位车手均完赛，但如果计算上佐藤琢磨在赛后检查后被取消资格的中国大奖赛，则实际上是连续三站两位车手均完赛。另外，在比赛中的最快单圈排名来看，山本左近第7，佐藤琢磨第9。

## 纪录（只含SA06与SA06B的比赛）
| 年   | No. | 车手     | 1   | 2   | 3   | 4   | 5   | 6   | 7   | 8   | 9   | 10  | 11  | 12  | 13  | 14  | 15  | 16  | 17  | 18  | 积分 | 排名 |
| 年   | No. | 车手     | BHR | MAL | AUS | SMR | EUR | ESP | MON | GBR | CAN | USA | FRA | GER | HUN | TUR | ITA | CHN | JPN | BRA | 积分 | 排名 |
| ---- | --- | -------- | --- | --- | --- | --- | --- | --- | --- | --- | --- | --- | --- | --- | --- | --- | --- | --- | --- | --- | ---- | ---- |
| 2006 | 22  | 佐藤琢磨 |     |     |     |     |     |     |     |     |     |     |     | Ret | 13  | NC  | 16  | DSQ | 15  | 10  | 0    | 11位 |
| 2006 | 23  | 山本左近 |     |     |     |     |     |     |     |     |     |     |     | Ret | Ret | Ret | Ret | 16  | 17  | 16  | 0    | 11位 |

- 粗体是杆位、斜体是最快单圈、NC是完成圈数不足。(key)